# Colposceniini
Tribu
Synonymes
Stigmaphalarini
Les Colposceniini sont une tribu d'insectes hémiptères de la sous-famille des Aphalarinae (famille des Aphalaridae).

## Liste des genres
- Colposcenia  Enderlein, 1929
- Crastina Loginova, 1964
- Lanthanaphalara  Tuthill, 1959
- †Necropsylla  Scudder, 1890